# Jyllandsgade (Fredericia)
Jyllandsgade er en gade i det indre af Fredericia. Den har været en del af den planlagte by siden 1650 og har derfor en lang historie. Gaden er ca. 1 km lang, hvoraf de 300 meter er gågade.
Gaden tager sin begyndelse op mod Vester Voldgade i vest og skærer gennem byen direkte øst til den ender ved Øster Voldgade tæt ved Lillebælt. Cirka midt på strækningen går den henover Axeltorv.
55°33′56.29″N 9°45′26.61″Ø / 55.5656361°N 9.7573917°Ø